# Kalinaun Marine Natural Park
Kalinaun Marine Natural Park è un'area naturale protetta istituita nel 2016, situata nel Sulawesi Settentrionale, in Indonesia.
Il parco si sviluppa in una superficie marina di circa diciotto chilometri quadrati ed ospita venti punti di immersione.

## Storia
Il parco marino nasce dalla necessità di preservare il delicato e particolarmente ricco fondale marino della baia di Kalinaun, attraverso la coordinazione di molteplici attività.

## Fondali
All’interno del parco si trovano differenti tipologie di fondali marini:
- sabbiosi chiari, principalmente formati da sabbia corallina e con pinnacoli isolati;
- corallini, con secche-franate-paretine;
- sabbiosi scuri, formati da sabbia nera vulcanica con percentuale variabile di limo e/o di sabbia chiara;
- rocciosi, con parziale colonizzazione da parte di coralli.

I primi due fondali sono caratterizzati da un aspetto rigoglioso e colorato, particolarmente vivo grazie alla presenza del pesce di barriera, generalmente colorato.
Gli altri due fondali, all’apparenza inabitati, sono habitat di specifici animali rari e mimetici, particolarmente interessanti per la fotografia naturalistica.

## Clima
Il clima è simile tutto l’anno, ma è sconsigliato programmare un soggiorno nei mesi di gennaio e febbraio, sia a causa delle maggiori precipitazioni, sia a causa di una stagionale onda lunga oceanica, proveniente da est e che disturba la fotografia subacquea. 

## Flora
Nessuna segnalazione di rilievo.

## Fauna
Nel periodo 2006-2022 sono state identificate e catalogate in un data-base ben 801 diverse specie:
- 459 specie di gasteropodi,
- 50 specie di vermi,
- 162 specie di crostacei,
- 52 specie di cavallucci marini (fra cui Hippocampus denise, Hippocampus bargibanti, Hippocampus pontohi, Hippocampus severnsi, Hippocampus hystrix, Hippocampus kuda) e pesci ago (tra cui 8 del genere Solenostomus),
- 43 specie di pesci rana (fra cui Antennarius striatus, Antennarius maculatus, Antennarius pictus, Antennarius commersoni, Antennarius hispidus, Antennarius randalli, Antennatus coccineus, Antennatus dorehensis, Antennatus rosaceus, Lophiocharon lithinostomus, Histipphryne sp.) e scorpenidi,

- 35 specie di molluschi (certuni cefalopodi) fra cui Wonderpus photogenicus, Thaumoctopus mimicus, Amphioctopus marginatus, Octopus mototi, Hapalochlaena lunulata, Euprymna scolopes, Metasepia pfefferi, Sepia latimanus, Sepia aculeata.

Di particolare interesse biologico e naturalistico, nonché macro-fotografico, si possono osservare esempi di simbiosi fra il gambero imperatore Periclimenes imperator e diverse specie di nudibranchi (tra cui Phyllodesmium longicirra, Tambja morosa, Ceratosoma tenue, Nembrotha milleri, Nembrotha rutilans).

### Nudibranchi
Suddivisi per genere.
- Chromodoris: Chromodoris annae, Chromodoris strigata, Chromodoris decora, Chromodoris dianae, Chromodoris elizabethina, Chromodoris lochi, Chromodoris magnifica, Chromodoris michaeli, Chromodoris preciosa, Chromodoris rufomaculata, Chromodoris willani.
- Goniobranchus: Goniobranchus aureopurpureus, Goniobranchus coi, Goniobranchus collingwoodi, Goniobranchus fidelis, Goniobranchus geometricus, Goniobranchus hintuanensis, Goniobranchus leopardus, Goniobranchus kuniei, Goniobranchus reticulatus, Goniobranchus tinctorius, Goniobranchus verrieri.
- Hypselodoris: Hypselodoris apolegma, Hypselodoris bullochi, Hypselodoris cf maculosa, Hypselodoris emma, Hypselodoris iacula, Hypselodoris infucata, Hypselodoris kanga, Hypselodoris krakatoa, Hypselodoris maculosa, Hypselodoris marittima, Hypselodoris purpureomaculosa, Hypselodoris tryoni, Hypselodoris whitei, Hypselodoris zephyra.
- Ardeadoris: Ardeadoris averni, Ardeadoris egretta.
- Dendrodoris: Dendrodoris guttata.
- Cardinella: Cardinella ornatissima.
- Mexichromis: Mexichromis mariei, Mexichromis multituberculata, Mexichromis pusilla.
- Discodoris: Discodoris boholiensis.
- Hoplodoris: Hoplodoris estrelyado.
- Glossodoris: Glossodoris cincta, Glossodoris electra, Glossodoris hikuerensis, Glossodoris misakinosibogae, Glossodoris pallida, Glossodoris rufomarginatus.
- Doriprismatica: Doriprismatica atromarginata.
- Gymnodoris: Gymnodoris citrina, Gymnodoris rubropapulosa.
- Phyllodesmium: Phyllodesmium briareum, Phyllodesmium cf kabiranum, Phyllodesmium colemani, Phyllodesmium crypticum, Phyllodesmium hyalinum, Phyllodesmium koehleri, Phyllodesmium longicirra, Phyllodesmium magnum, Phyllodesmium rudmani.
- Phestilla: Phestilla melanobrachia
- Caloria: Caloria indica.
- Okenia: Okenia kendi.
- Flabellina: Flabellina bicolor, Flabellina bilas, Flabellina exoptata, Flabellina rubrolineata.
- Pteraeolidia: Pteraeolidia ianthina, Pteraeolidia semperi.
- Armina: Armina semperi.
- Cerberilla: Cerberilla sp.
- Doto: Doto ussi.
- Taringa: Taringa halgerda.
- Janolus: Janolus savinkini, Janolus sp.01.
- Jorunna: Jorunna funebris, Jorunna rubescens.
- Nembrotha: Nembrotha cristata, Nembrotha kubaryana, Nembrotha lineolata, Nembrotha milleri, Nembrotha mullineri, Nembrotha purpureolineata, Nembrotha rutilans, Nembrotha yonowae.
- Tambja: Tambja gabrielae, Tambja morosa.
- Polycera: Polycera abei, Polycera fujitai.
- Miamira: Miamira miamirana, Miamira sinuata.
- Roboastra: Roboastra lutolineata.
- Ceratosoma: Ceratosoma tenue, Ceratosoma trilobatum.
- Chelidonura: Chelidonura amoena, Chelidonura electra, Chelidonura varians.
- Philinopsis: Philinopsis cyanea, Philinopsis gardineri, Philinopsis gigliolii, Philinopsis pilsbryi, Philinopsis speciosa.
- Thuridilla: Thuridilla albopustulosa, Thuridilla carlsoni, Thuridilla flavomaculata, Thuridilla gracilis, Thuridilla hoffae, Thuridilla lineolata, Thuridilla splendida.
- Elysia: Elysia marginata, Elysia pusilla.
- Trapania: Trapania armilla, Trapania caerulea, Trapania circinata, Trapania euryeia, Trapania gibbera, Trapania japonica, Trapania naeva, Trapania vitta.
- Aegires: Aegires citrinus, Aegires gardineri, Aegires minor, Aegires serenae, Aegires villosus.
- Halgerda:
- Reticulidia:
- Phyllidia:
- Phyllidiella:
- Dermatobranchus:
- Aplysia:
- Stylocheilus:
- Pleurobranchus:
- Hexabranchus:
- Sagaminopteron: